# Alastair MacLennan

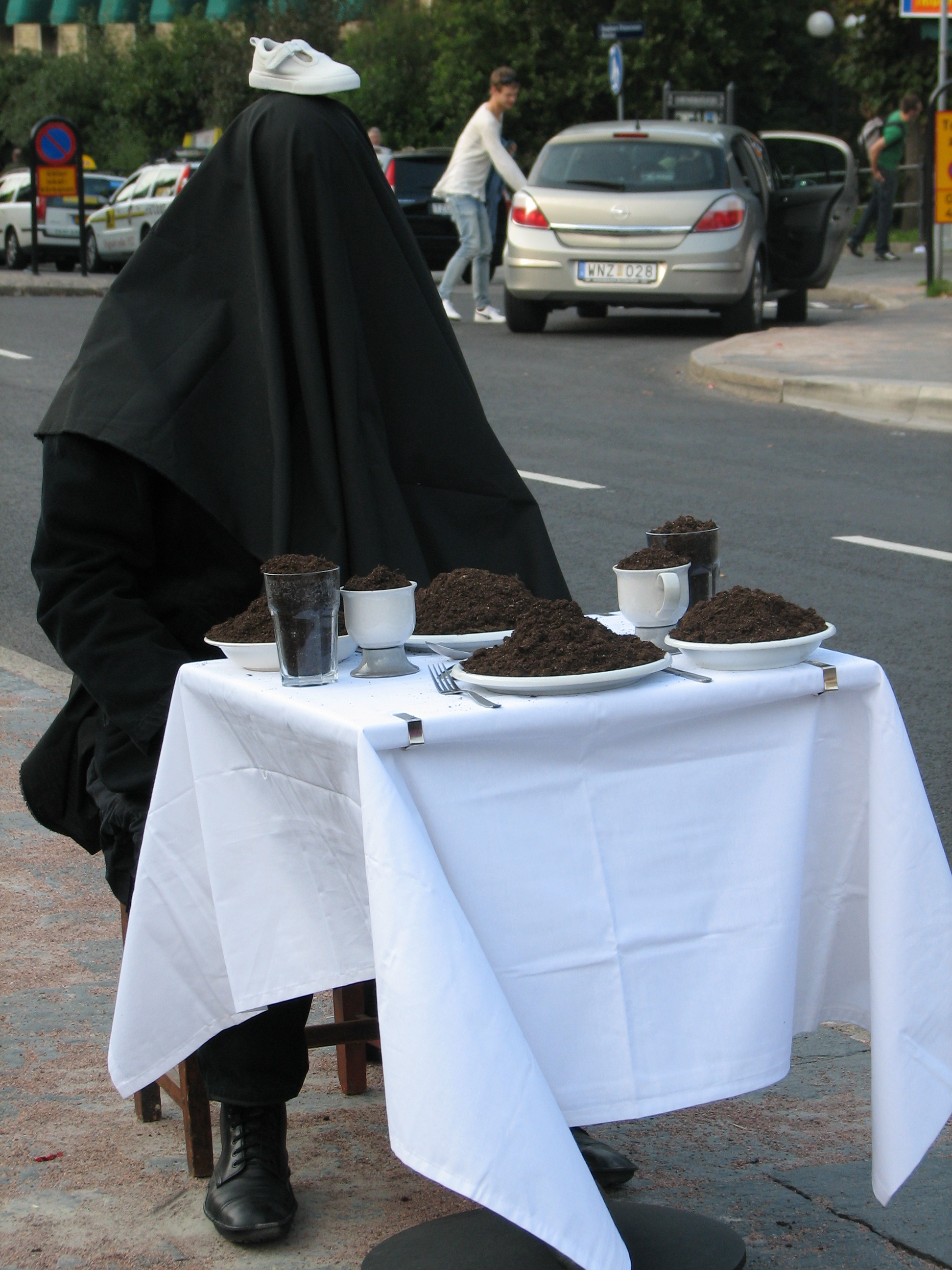
Performance Alastaira MacLennana.

Alastair MacLennan (ur. 1943) – szkocki artysta intermedialny, performer.
Klasyk sztuki performance. Studia: 1960–1965 Duncan of Jordanstone College of Art Scotland, 1966–1968 School of Art Institute w Chicago. Zainteresowany tematyką: etyczną, estetyczną, polityczną. Prowadzi działalność pedagogiczną w wielu uczelniach artystycznych. Członek międzynarodowej grupy performerów "Black Market". Mieszka i pracuje w Belfaście. Często podejmuje temat sytuacji politycznej w Irlandii Północnej. Jak sam mówi: Sztuka to demonstrowane łączenie i rozładowywanie konfliktów w działaniu, czy to duchowym, religijnym, politycznym, osobistym, społecznym czy kulturalnym. Uzdrawiać to scalać.
Charakterystyczne od lat siedemdziesiątych są jego wielogodzinne wystąpienia (nawet 144 godzin, zwykle artysta nic nie jadł i nie spał przez cały czas ich trwania). Kilkakrotnie prezentował swoje performance w Polsce.